# Johann Christian Rosenmüller

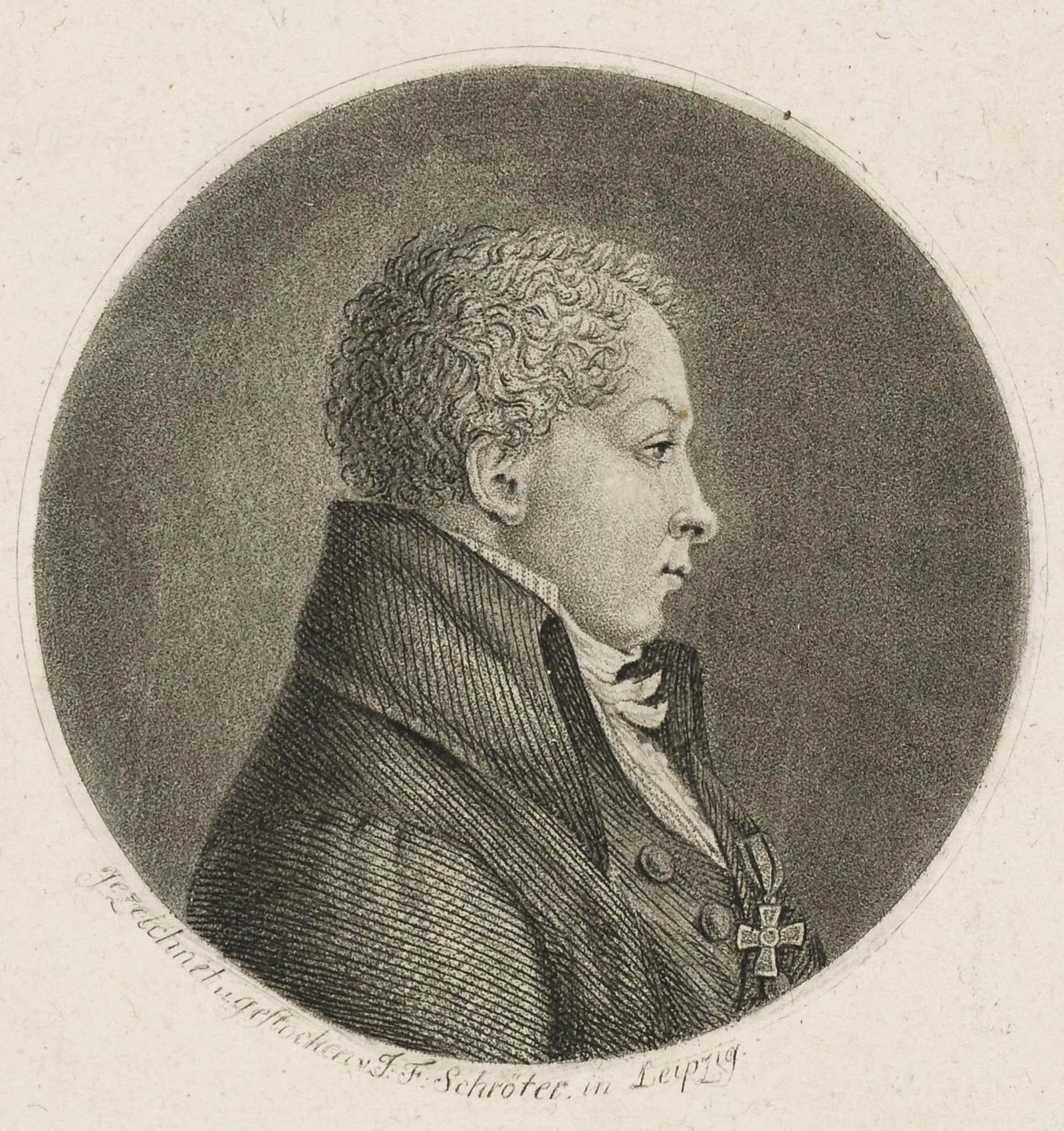
Johann Christian Rosenmüller gezeichnet von Johann Friedrich Schröter

Johann Christian Rosenmüller (* 7. oder 25. Mai 1771 in Heßberg; † Nacht vom 28. auf den 29. Februar 1820 in Leipzig) war ein deutscher Chirurg und Anatom. Nach ihm sind unter anderem mehrere anatomische Strukturen benannt: der Rosenmüller-Lymphknoten, die Rosenmüllersche Drüse (der palpebrale Teil der Tränendrüse), das Rosenmüllersche Organ (der kaudale Überrest des Wolffschen Gangs) sowie die Rosenmüllersche Grube (Recessus pharyngeus).

## Leben
Johann Christian war der zweite Sohn des Theologen Johann Georg Rosenmüller (1736–1815). Sein Vater ließ ihm eine sorgfältige Erziehung angedeihen. Er erhielt seinen ersten Unterricht in den Schulen in Königsberg in Bayern und auf dem Gymnasium in Erfurt. Schon in jungen Jahren zeigte er ein großes Talent im Zeichnen. Nach kurzem Aufenthalt an der Universität Gießen bezog er 1786 die Universität Leipzig, wo er von seinem eigenen Vater ausgebildet wurde und 1792 den Grad eines Magisters der Philosophie erlangte. Er begann hierauf das Studium der Medizin an der Universität Erlangen und widmete sich während seines dortigen zweijährigen Aufenthaltes nebenher mit besonderer Leidenschaft naturwissenschaftlichen Forschungen. 1794 kehrte er wieder nach Leipzig zurück.
Als Student besuchte er als erster Fremder die noch heute seinen Namen tragende Rosenmüllerhöhle in Muggendorf (Wiesenttal), die er in der kleinen illustrierten Abhandlung Abbildungen und Beschreibungen merkwürdiger Höhlen in Muggendorf im Bayreuthischen Oberland (Erlangen 1796) beschrieb. 1794 verteidigte er in Leipzig eine Dissertation vergleichend anatomischen Inhalts mit dem Titel: Quaedam de ossibus fossilibus animalis cuiusdam, historiam eius et cognitionem accurationem illustrantis. Die Arbeit enthält die Erstbeschreibung des nach ihm benannten Höhlenbären (Ursus spelaeus Rosenmüller) anhand eines gut erhaltenen Schädels. Wenig später wurde er zum Prosektor am anatomischen Theater in Leipzig ernannt. Im darauffolgenden Jahr brachte Rosenmüller eine von ihm selbst erstellte deutsche Übersetzung seiner Dissertation unter dem Titel heraus: Eine anschauliche Darstellung der fossilen Knochen eines gewissen Tieres, seine Geschichte sowie nähere Erläuterungen. Nachdem Rosenmüller 1797 zum Doktor der Medizin promoviert worden war, ließ sich als praktischer Arzt in Leipzig nieder, wurde 1799 ebendort Garnisonsarzt und bekleidete ab 1802 eine außerordentliche (a.o.) Professur für Anatomie und Chirurgie.
Nach dem Tode von Ernst Benjamin Gottlieb Hebenstreit (1758–1803) rückte er 1804 als dessen Nachfolger in die ordentliche (o.) Professur für Chirurgie ein, was zugleich mit der Würde als Beisitzer der Medizinischen Fakultät verbunden war. Von 1806 bis 1809 war er Universitätsphysikus und in dieser Funktion mit der Behandlung prominenter Patienten betraut, nicht zuletzt hochgestellter politischer Gefangener. Anschließend übernahm er das Physikat der juristischen Fakultät. Für die Sommersemester 1816 und 1818 sowie das Wintersemester 1818/19 wurde er zum Rektor der Alma Mater gewählt. 1819 stieg er zum zweiten Professor der Anatomie auf. Parallel zu seinem universitären Aufstieg erlangten Rosenmüllers wissenschaftliche und praktische Arbeiten einen ständig wachsenden Bekanntheitsgrad und große Anerkennung in Fachkreisen.
Rosenmüller hinterließ einen reichhaltigen Fundus an wissenschaftlichen Veröffentlichungen. Sein größtes Werk war das knapp 700 Seiten starke „Handbuch der Anatomie des menschlichen Körpers“, das erstmals 1808 erschien.

## Persönliches
Johann Christian Rosenmüller heiratete nie. Er hatte drei Brüder, die alle in die Fußstapfen ihres Vaters als Theologen traten (Ernst Friedrich Karl Rosenmüller, 1768–1835; Philipp Rosenmüller, 1776–1844; Georg Hieronymus Rosenmüller; 1776–1824).
Seit 1808 war Rosenmüller Mitglied in der Leipziger Freimaurerloge Minerva.
In seinen letzten Lebensjahren litt er an Angina pectoris; ein daraus resultierender Herzanfall (offensichtlich ein Infarkt) war die Ursache für seinen frühen Tod; er starb nur fünf Jahre nach seinem Vater.

## Ehrungen
- Königlich sächsischer Hofrat (1811)
- Orden des Heiligen Wladimir III. Klasse (1814)
- Mitglied der Leopoldina (1818)
- Ritter des Sächsischen Zivielverdienstordens

## Schriften (Auswahl)

### Autor
- Quaedam de ossibus fossilibus animalis cuiusdam, historiam eius et cognitionem accuratiorem illustrantia. Dissertation. (Respondent: Johann Christian August Heinroth) Sommer, Leipzig 1794. Mit der Erstbeschreibung des Höhlenbären. (Digitalisat)
- Eine anschauliche Darstellung der fossilen Knochen eines gewissen Tieres, seine Geschichte sowie nähere Erläuterungen. Leipzig 1795 (deutsche Übersetzung der Dissertation).
- Abbildungen und Beschreibungen merkwürdiger Hölen um Muggendorf im Bayreutherischen Oberlande. 1: Beschreibung der Höle bey Mockas. Palm, Erlangen 1796. (Digitalisat)
- Partium externarum oculi humani inprimis lacrymalium descriptio anatomica iconibus illustrata. (Beschreibung der äußeren Anatomie des menschlichen Auges und Tränenapparates). Linck, Leipzig 1797, 1810. (Digitalisat der Ausg. 1797)
- Beiträge für die Zergliederungskunst. Tauchnitz, Leipzig 1800/02 (3 Bände; mit Heinrich Friedrich Isenflamm) (Digitalisat Band 1)
- Quaedam de ovariis Embryonum (Über die Embryonalentwicklung der menschlichen Eierstöcke). Tauchnitz, Leipzig 1803. (Digitalisat)
- Abbildungen und Beschreibungen der fossilen Knochen des Höhlenbären. Industrie-Copmtoire, Weimar 1804. (Digitalisat)
- Chirurgisch-anatomische Abbildungen für Aerzte und Wundärzte. Weimar 1804–1812 (3 Bände).
- Programma de Anatomicorum terminis technicis. (Handbuch anatomischer Fachbegriffe). Leipzig 1811.
- Programma Nervi obturatorii monographia. (Handbuch des Nervus obturatorius). Leipzig 1814.
- Handbuch der Anatomie des menschlichen Körpers. Nach Lebers „Umriss der Zergliederungskunst“ zum Gebrauch der Vorlesungen. Hartleben, Pesth 1811, 3. Aufl. Leipzig 1819. (Digitalisat)
- Programmata de viris quibusdam qui in Academia Lipsiensi Anatomes peritia inelaruerunt (Männer, die sich um die Anatomie der Universität Leipzig verdient gemacht haben). Leipzig 1815–1819.
- Compendium anatomicum. (Anatomisches Kompendium). Köhler, Leipzig 1816. (Digitalisat)
- Programma Prodromus Anatomiae artificibus inservientis (Anatomische Unterweisung für Künstler). Leipzig 1819.

### Herausgeber
- Alexander Monro II.: Abbildungen und Beschreibungen der Schleimsäcke des menschlichen Körpers („Mouroi icones et deseriptiones bursarum mucosarum corporis humani“). Leipzig 1799 (In seinen Zusätzen zeigt Rosenmüller besonders den Unterschied der Schleimbälge und Schleimscheiden, prüft die Feuchtigkeit dieser Höhlen auf chemische Art, und erweist den Ursprung dieses Schleimes aus den absondernden Gefäßen ihrer Häute)
- John Bell: Zergliederung des menschlichen Körpers („The anatomy and physiology of the human body“). Leipzig 1806–1807 (umgearbeitet mit Johann Christian August Heinroth). (2 Bde.)
- Johann Friedrich Schröter: Das menschliche Auge in einer vergrösserten Darstellung auf einer ausgemalten Tafel, nach Sömmerring, mit kurzer Beschreibung und Vorrede von J. Chr. Rosenmüller. Weimar 1810
- John Gordon: Knochenlehre zum Unterricht für Ärzte und Wundärzte („Engravings of the skeleton of human body“). Baumgärtner, Leipzig 1819
- Karl Gottlob Kühn: Sammlung sächsischer Medicinalgesetze. Zweite Abteilung, fortgesetzt von J. Chr. Rosenmüller. Leipzig 1820 (mit L. Cerutti)